# جون كامينغز (شخصية أعمال)
جون كامينغز (بالإنجليزية: John Cummings)‏ هو شخصية أعمال أمريكي، ولد في 19 أكتوبر 1812 في ووبرن في الولايات المتحدة، وتوفي بنفس المكان في 21 ديسمبر 1898.